# Cladonotella insulana
Cladonotella insulana är en insektsart som beskrevs av Willemse, C. 1961. Cladonotella insulana ingår i släktet Cladonotella och familjen torngräshoppor. Inga underarter finns listade i Catalogue of Life.